# 8-ма саперна армія
Во́сьма сапе́рна а́рмія (8 СА) — об'єднання інженерних військ, армія саперів у Збройних силах СРСР під час Німецько-радянської війни у 1941–1942.

## Історія
Сформована в жовтні 1941 року в Північно-Кавказькому військовому окрузі і мала в своєму складі 23, 24, 25-ту і 26-ту саперні бригади. З березня 1942 включала також 27, 28, 29-ту і 30-ту, з травня — 10-ту і 11-ту бригади зі складу розформованих 9-ї, 10-ї та 4-ї саперних армій.
Спочатку армії була відведена ділянка будівництва фортифікаційних споруд від Азовського моря до Сталінграду. Зводила донський оборонний рубіж по річках Аксай — Дон — Сіверський Донець, з лютого 1942 — Ворошиловградський і Ростовський оборонні обводи. З кінця липня 1942 вела на ТВД Північно-Кавказького і Закавказького фронтів будівництво Орджонікідзевського, Мінераловодського, Грозненського і Аксайського оборонних обводів, Терського, Сунженського і Гудермесського оборонних рубежів, загород в Ельхотовській ущелині і Дарьяльському дефіле. Саперні бригади залучалися до інженерного забезпечення бойових дій в ході Донбаської операції 1942 і оборони Кавказу.
У жовтні 1942 управління армії було перетворено на 37-ме управління оборонного будівництва; 11, 23, 24-та і 25-та бригади передані у фронтове підпорядкування, решта — розформовані.

## Командування
- Командувачі:
  - бригінженер Оника Д. Р. (жовтень 1941 — січень 1942);
  - генерал-майор інженерних військ Назаров К. С. (січень — березень 1942);
  - генерал-лейтенант інженерних військ А. С. Гундоров (березень — травень 1942);
  - полковник Суслін Д. І. (травень — липень 1942);
  - полковник Салашенко І. Е. (липень — жовтень 1942).